# 岡村春彦
岡村 春彦（おかむら はるひこ、1935年3月9日 - 2020年5月31日）は、日本の俳優・演出家。東京都出身。國學院大學卒。趣味はスキー、水泳。

## 人物
大日本帝国海軍参謀の岡村於菟彦の子として生まれる。父方の曾祖父に明治天皇侍従の堤正誼、父方の祖父に大審院判事・弁護士・中央大学学長の岡村輝彦がおり、母方の曾祖父に日本赤十字社創設者で伯爵の佐野常民、母方の祖父に海軍少将で子爵の田村丕顕がいる。伯父に医学者緒方知三郎、兄はジャーナリストの岡村昭彦。
北海道放送演劇養成所に学ぶ。北海道札幌南高等学校在学中に、加清純子や樫村幹夫らとともに文芸同人誌「青銅文学」を創刊。加清純子とは恋仲であった。札幌南高校を追い出されるようなかたちで退学となり、「青銅文学」は27号で終刊。母の住む浜松へと転校した。
1960年、劇団民藝水品研究所3期生の同期である米倉斉加年や常田富士男らとともに劇団青年芸術劇場（現・シアター青芸）を旗揚げ。安保闘争に参加するなど新劇の中でも異端の劇団で、福田善之の脚本と観世栄夫の演出で多くの話題作を発表したが、米倉の脱退などもあり、1966年に解散。その後は六芸社へ所属。
2008年に東京不知火座を設立。2009年には佐野碩の評伝『自由人 佐野碩の生涯』を発表した。
2020年5月31日、肺炎のため東京都内の病院で死去。85歳没。

## 出演作品

### 映画
- 脅迫の影（1959年） - アルバイトの大学生
- 真田風雲録（1963年）
- 沖縄列島（1969年） - ナレーター
- ねじ式映画 わたしは女優（1969年）
- 無常（1970年） - 荻野
- 日本の悪霊（1970年） - 警官
- 哥（1972年） - 有田
- ウルトラQ ザ・ムービー 星の伝説（1990年） - 伊豆の郷土史家

### テレビドラマ
- 風に鳴る楡（1960年）
- 三日月の影 尼子十勇士戦記（1961年）
- 青春を返せ（1961年）
- 女の園 第22話「扇」（1962年）
- 純愛シリーズ
  - 第38話「シー・ハイル」（1962年）
  - 第57話「醜い人形」（1962年）
- 汚れた、小さな手（1962年）
- 泣くなマックス
  - 第20話「けっこん」（1962年）
  - 第25話「命美しく」（1963年）
- 夕焼け雲（1963年）
- 僕たちゃ天使なんか信じない（1963年）
- 七人の刑事
  - 第1シリーズ 第109話「時雨」（1963年）
  - 第2シリーズ
    - 第3話「城壁」（1964年）
    - 第95・96話「黙否犯人」（1966年）
    - 第149話「魔の詩」（1967年）
    - 第231話「復讐」（1969年）
- おかあさん（第2シリーズ）第224話「東京都札幌区」（1964年）
- 教育勅語（1964年）
- お富の貞操（1966年）
- ウルトラシリーズ
  - ウルトラマン 第10話「謎の恐竜基地」（1966年） - 林一郎（「少年グラフ」カメラマン）
  - ウルトラセブン 第4話「マックス号応答せよ」、第6話「ダーク・ゾーン」（1967年） - 地球防衛軍通信隊員
  - ウルトラマンタロウ 第20話「びっくり! 怪獣が降ってきた」（1973年） - 米吉
- 望郷（1966年）
- 三匹の侍
  - 第6話「血と砂金」（1966年）
  - 第21話「復讐」（1967年） - 川上広之進
- レモンのような女 第1話「離婚 結婚」（1967年）
- ある夏土佐にて（1968年）
- 火曜日の女シリーズ / 逃亡者 -この街のどこかで-（1970年、大映テレビ室・日本テレビ）
- こどもが帰ったあとからは その3（1971年）
- シルバー仮面 第2話「地球人は宇宙の敵」（1971年） - キルギス星人
- 大河ドラマ
  - 新・平家物語（1972年） - 藤原成親
    - 新・平家物語（総集編）（1972年） - 藤原成親
- ファイヤーマン 第7話「恐怖の宇宙細菌」（1973年） - 小宮博士
- 6羽のかもめ 第23話「非常識」（1975年）
- 寿の日（1975年）
- 日本の戦後
  - 第2話「サンルームの二時間」（1977年）
  - 第3話「酒田旅行」（1977年）
- 青い沼の女（1986年）

### 舞台
- セチュアンの善人
- 魔女傳説

## 著書
- 『自由人 佐野碩の生涯』岩波書店、2008年